# Lepidolejeunea cordifissa
Lepidolejeunea cordifissa är en bladmossart som först beskrevs av Thomas Taylor, och fick sitt nu gällande namn av M.E.Reiner. Lepidolejeunea cordifissa ingår i släktet Lepidolejeunea och familjen Lejeuneaceae. Inga underarter finns listade i Catalogue of Life.